# Cano (Sousel)
Cano  ist eine Gemeinde in Portugal und gehört zum Landkreis von Sousel, mit einer Fläche von 49,4 km² und 1057 Einwohnern (Stand 19. April 2021). Dies ergibt eine Bevölkerungsdichte von 21,4 Einw./km². 

## Geschichte
Wie auch im Rest des Landkreises, belegen Funde eine vorgeschichtliche Besiedlung. Cano ist der älteste Ort des Kreises Sousel. Er geht vermutlich auf einen von den Römern Cannum genannten Ort zurück, der sich durch das großzügig durch den Ort fließende Wasser auszeichnete. Funde eines römischen Friedhofs belegen die römische Siedlung. Auch aus der Zeit der maurischen Besiedlung seit dem frühen 8. Jahrhundert fand man Spuren von Bauten.
König Manuel I. gab der Vila von Cano erste Stadtrechte im Jahr 1512 und machte es zum Sitz eines eigenständigen Kreises. Nach dessen Auflösung 1826 kam Cano zum Kreis Sousel. Der Status einer Vila (Kleinstadt) wurde dem Ort dabei nicht aberkannt.

## Kultur und Sehenswürdigkeiten
Wahrzeichen des Ortes ist der Turm Torre de Camões oder auch bekannt als Torre de Álamo.
Weitere Baudenkmäler Canos sind Steinbrunnen, Öfen, Mühlen, das Herrenhaus Casa Nobre no Cano, einige öffentliche Gebäude und verschiedene Sakralbauten, darunter die Gemeindekirche Igreja Paroquial de Cano (auch Igreja de Nossa Senhora da Graça), ein Gotteshaus der Renaissance mit dekorativen Elementen des Barock.

## Wirtschaft
Traditionell hat Landwirtschaft und die Verarbeitung landwirtschaftlicher Güter in der Gemeinde große Bedeutung. Insbesondere Olivenöl, Kork, Holzkohle und Schweinefleisch sind zu nennen, dazu der Anbau von Tomaten und anderem Gemüse, und seit den 1930er Jahren auch Getreide, insbesondere Weizen.
Der Fremdenverkehr hat in den letzten Jahren an Bedeutung gewonnen, insbesondere der Jagdtourismus und der Individualtourismus im Turismo rural.
| Primärsektor | Industrieller Sektor | Dienstleistungssektor |
| 43 %         | 23 %                 | 34 %                  |